# 铁厂乡 (通江县)
铁厂乡，是中华人民共和国四川省巴中市通江县曾经下辖的一个乡。2020年5月，撤销铁厂乡，将其所属行政区域划归诺水河镇管辖。

## 行政区划
铁厂乡撤销前下辖以下地区：
厂河沟村、苟家坪村、官田坝村、海洋坝村、五显庙村、窑坡里村和筲箕背村。